# 호세 데 우레아

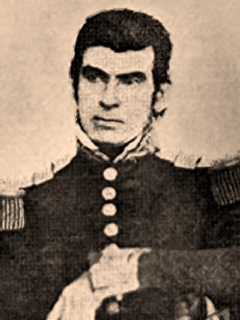
JOSE COSME URREA

호세 데 우레아(José de Urrea) 또는 호세 우레아(José Urrea, 1797년 3월 19일 -1849년 8월 1일)는 19세기 멕시코 공화국의 장군이다. 호세 우레아는 텍사스 혁명 중에 안토니오 로페스 데 산타 안나 장군의 밑에서 전투를 했으며, 우레아 군은 전투 중에 한번도 지지 않았다. 가장 주목할 만한 성공은 제임스 패닌과 약 400명의 병사가 주위 조건 때문에 항복했지만, 산타 안나의 명령으로 학살되었던 골리아드 학살을 들 수 있다.

## 생애
우레아는 1797년 현재 애리조나주 투산에서 태어났지만, 그의 가족은 훨씬 남쪽의 멕시코 두랑고 출신이었다.
1807년, 우레아는 12세의 나이에 스페인 군대에 들어갔다. 1824년에 대위까지 승진했지만, 그는 군대를 제대하고 민간인이 되었다. 1829년, 그는 군대에 재입대 했지만, 소위로 두랑고 시를 해제하는 것을 돕고, 그 자신은 안토니오 로페스 데 산타 안나와 함께 했다. 그의 행동으로 우레아는 대령으로 승진, 1835년, 그는 마음이 내키지 않는 상태에서 산타 안나의 군대에 의해 멕시코의 사카테카스 공격에 참가했다. 그 주는 산타 안나의 독재 권력에 반기를 들고 있었다. 우레아는 이 때의 공적으로 준장으로 승진했다.
멕시코령 텍사스도 산타 안나 연방 정부에 대하여 반란을 일으켰고, 우레아는 정착민들의 반란을 진압하기 위하여 파견되었다. 그는 산파토리시오 전투, 레푸지오 전투, 골리아드와 콜레토 전투에서 텍사스 군대를 물리쳤다. 마지막은 "골리아드 학살"로 알려진 항복한 텍사스 군을 학살한 것도 포함된다. 그러나 포로의 처형은 우레아의 선택이 아니라, 산타 안나 장군의 명령이었다. 우레아는 일련의 승리를 위해 산타 안나에게 텍사스에 남아 개인적으로 반란을 일으킨 텍사스 정부를 해결하기로 결정했다.
샌재신토 전투에서 산타 안나의 군대가 패배하고 산타 안나가 포로로 잡히면서, 텍사스 지역의 모든 멕시코 군부대의 철수 명령을 이끌어 냈다. 우레아는 분개하여 비센테 필리솔라 군과 합류하여 전쟁을 계속 수행하여 했다. 멕시코 군은 여전히 2,500명이 남아있었으며, 샘 휴스턴이 이끄는 텍사스군은 900명 밖에 남지 않았다. 그러나 우레아와 필리솔라는 산타 안나의 명령에 응할 수 밖에 없었고, 7월 경 우레아와 모든 멕시코군은 텍사스에서 철수를 했다.
1837년, 우레아는 산타 안나에 반기를 들었고, 1838년 마사틀란 전투에서 교전을 벌여, 쿠데타는 실패하고 그는 체포되어 페로테 교도소에 구금되었다. 프랑스군이 멕시코를 침략하자 그는 잠시 군으로 복귀했지만, 이것도 실패했다. 멕시코-미국 전쟁에서 우레아는 한 기마대를 이끌었다. 1849년 전쟁이 끝나자 곧 콜레라로 사망했다.

## 같이 보기
- 텍사스 혁명